# اتاقک خودارضایی
اتاقک خودارضایی یا اتاقک استمنا یا غرفه تفریح، یک اتاق با فضای داخلی کم است که به منظور خودارضایی کردن به افراد ارائه می‌شود. این اتاقک‌ها همچنین به سبب حفظ حریم خصوصی به افرادی که مایل به استراحت هستند نیز اجاره داده می‌شوند. گاهی در برخی از این اتاقک‌ها اسباب‌بازی‌های جنسی نیز قرار داده می‌شود. طبق پژوهشی که مجله تایم اوت به انجام رساند، مشخص شد که ۳۹٪ از مردان نیویورکی هنگام کار، خودارضایی می‌کردند. یکی از نخستین اتاقک‌های ویژه خودارضایی توسط هات آکتوپوس، یک شرکت فعال در صنعت ساخت اسباب‌بازی‌های جنسی در خیابان پنجم واقع در منهتن نیویورک ایجاد شد.